# Mordred
Mordred (noto anche come Modred, Mordrét o Mordrec) è un personaggio del ciclo arturiano; citato e descritto in svariate fonti e in modo molto vario, nella versione più nota è ricordato come un parente di re Artù Pendragon e cavaliere della Tavola Rotonda che tradì il suo sovrano, causandone la morte e la rovina del regno.

## Nome
Il nome Mordred è presentato nella sua forma latinizzata Modretus nella Historia Regum Britanniae, la cronaca pseudostorica di Geoffrey di Monmouth incentrata sui re dei Britanni; varianti del nome sono note in gallese (Medraut), cornico (Modred) e bretone (Modrot); il nome sembra però trarre origine dal latino Moderatus.

## Storia
La fonte più antica che riferisce di Mordred sono gli Annales Cambriae (960-970 ca.), che per l'anno 537 d.C. menzionano la battaglia di Camlann come luogo in cui «Artù e Mordred caddero», senza specificare null'altro sul suo conto. Meilyr Brydydd e Gwalchmai ap Meilyr, due poeti gallesi del XII sec., menzionano Mordred nelle loro opere, tessendo le lodi del suo valore. Sembra quindi che, almeno nelle versioni più antiche, il personaggio non avesse la caratterizzazione negativa con la quale successivamente è diventato famoso.
Geoffrey di Monmouth, nella sua Historia Regum Britanniae (scritta attorno al 1136), presenta Mordred come figlio del re Lot di Lothian e Orkney, e di sua moglie Anna, che era sorella di re Artù Pendragon; egli scrive che, quando Artù partì per la campagna contro l'imperatore romano Lucio Tiberio, lasciò a suo nipote Mordred la reggenza, ma questo lo tradì e s'incoronò re, impadronendosi anche della moglie di Artù, la regina Ginevra. Geoffrey non specifica se Ginevra fosse sua vittima oppure complice. A ogni modo, re Artù fece ritornò in patria e affrontò l'usurpatore nella battaglia di Camlann, ove lo uccise, rimanendo però lui stesso ferito mortalmente.
Altri dettagli sulla storia di Mordred provengono dalla letteratura cavalleresca francese del XIII sec. Nel Roman du Graal, al quale si ispirò anche Thomas Malory, si racconta che il mago Merlino avesse profetizzato a re Artù la sua rovina ad opera d'un bambino nato nel maggio di quello stesso anno; il re gli diede allora mandato di raccogliere tutti i neonati venuti al mondo a maggio e di abbandonarli in mare. Il solo Mordred sopravvisse miracolosamente e, divenuto adulto, accedette alla Tavola Rotonda. Visse diverse avventure con altri cavalieri, ma generalmente si distinse per slealtà, come quando pugnalò alle spalle ser Lamorak. Da un vecchio sacerdote venne a sapere del proprio passato e della profezia sul suo conto e, uccisolo, tornò a Camelot meditando vendetta; l'occasione gli si presentò quando re Artù partì per una campagna militare in Bretagna contro Lancillotto: Mordred, rimasto in patria, s'appropriò il trono e la regina, e tentò di farsi re, finendo però, anche in questa versione, sconfitto e ucciso a Camlann.

## Famiglia
Diverse sono le versioni sul rapporto intercorrente tra Mordred e re Artù. Se le più antiche fonti gallesi non dicono che i due fossero imparentati, per Geoffrey di Monmouth il re era fratello della madre di Mordred, Anna (o Morgause), moglie d'un re di nome Lot. Gli scozzesi Walter Bower e Hector Boece, sulla scorta del cronista Giovanni di Fordun, sostennero invece che Morgause fosse la sorella di Uther Pendragon, e quindi zia di Artù; per cui Mordred sarebbe stato suo cugino e legittimo erede al trono, defraudato dei propri diritti da Artù e da suo fratello Galvano.
Versioni successive e oggi più note, come La morte d'Arthur di Thomas Malory, presentano re Lot del Lothian come padre putativo di Mordred, il quale sarebbe in verità stato frutto di una relazione adulterina e incestuosa tra sua moglie Morgause e re Artù, all'epoca inconsapevole che Morgause fosse la sua sorellastra; per parte di madre, Mordred era inoltre fratello di Galvano, Gaheris, Gareth e Agravaine, i quali, come lui stesso, divennero cavalieri della Tavola rotonda. Mordred iniziò la propria carriera come scudiero di ser Agravain, che successivamente divenne suo complice nelle cospirazioni contro Artù e la regina Ginevra; quest'ultima aveva come campione personale ser Lancillotto, il quale divenne quindi un deciso antagonista di Mordred e Agravain.
Un'altra versione oggi ampiamente nota, vuole che la madre di Mordred non fosse Morgause, bensì Morgana; pure quest'ultima era sorellastra di Artù per parte di madre e, vista anche la somiglianza di nomi, viene frequentemente confusa con Morgause. Su questa falsariga, diverse opere moderne, come il romanzo Le nebbie di Avalon di Marion Zimmer Bradley, attribuiscono a Morgana la maternità di Mordred.; tale opinione però non è suffragata dalle fonti originarie, ancorché in alcune di esse s'indichi Morgana come un'alleata di Mordred nelle sue cospirazioni contro Artù e Ginevra.
Geoffrey di Monmouth e alcuni testi a lui successivi parlano poi di due figli di Mordred, senza però specificare chi fosse la loro madre; anche come si chiamassero non è chiaro: si fanno i nomi Melehan e Melou, ma in nessun testo compaiono entrambi. A ogni modo, costoro sopravvissero alla battaglia di Camlann e avanzarono pretese al trono di Britannia, finendo però sconfitti e uccisi; per Geoffrey di Monmouth fu Costantino, erede designato da Artù, a ucciderli in una chiesa, venendo successivamente castigato per questo sacrilegio; secondo La morte d'Arthur, invece, essi si scontrarono con Lancillotto e i suoi seguaci: il figlio maggiore di Mordred, Melehan, riuscì a uccidere ser Lionel, venendo poi abbattuto da ser Bors, mentre Lancillotto uccise il fratello.
Un'ulteriore versione, per la precisione Morte Arthure, vede Mordred come fratello di Ginevra, e anche qui c'è il racconto di un'unione fra i due con la conseguente nascita d'un figlio illegittimo.

## Morte
La gran parte delle versioni del ciclo arturiano, fra cui Le morte d'Arthur, vuole Mordred sconfitto nella decisiva battaglia di Camlann per il trono di Britannia e di tutto il resto dell'impero di re Artù, ucciso per mano di re Artù Pendragon, il quale però muore a sua volta poco dopo per le ferite infertegli; sempre in Le morte d'Arthur, sulla scorta d'un testo più antico chiamato Mort Artu, Mordred e Artù si erano precedentemente accordati per concludere una fragile tregua ed evitare lo scontro fratricida tra Britanni: ma quando un guerriero, spaventato da un serpente, aveva estratto la spada per uccidere l'animale, tutti gli altri credettero a un tradimento e istintivamente misero mano alle armi e fecero divampare lo scontro; svariati cavalieri perirono per mano di Mordred nella battaglia, in particolare ser Ivano e ser Sagramore, prima che egli raggiungesse Artù e si consumasse dunque il duello mortale. In Morte Arthure, prima di venire ucciso dal re con la spada Excalibur, Mordred riesce a infliggergli una ferita mortale con la spada Clarent, che la sua complice Ginevra ha rubato per lui. Nel testo di Malory, invece, re Artù non ha Excalibur con sé al momento del confronto finale; trapassa quindi il traditore con una lancia, ma Mordred trova la forza di vibrare un ultimo letale fendente contro il nemico.
Nella Pos-Vulgata, del cadavere di Mordred fa scempio Bleoberis, uno dei pochi superstiti di Camlann, che cavalcando lo trascina nella polvere, lo riduce in pezzi e infine appende la sua testa a un memoriale funebre fatto costruire dall'arcivescovo di Canterbury, a perenne monito contro i traditori; finché, anni dopo, viene rimossa dal paladino Gano di Magonza, lì di passaggio.
Alcune meno note versioni della storia vogliono invece che Mordred sopravviva alla battaglia di Camlann: nell'opera italiana La Tavola Ritonda, il cavaliere traditore viene raggiunto e ucciso in un secondo tempo da Lancillotto, mentre assedia il castello dove si è rifugiata la regina Ginevra; nell'opera pseudostorica Ly Myreur des Historires del belga Jean d'Outremeuse, Mordred riesce addirittura a tenere la corona per qualche tempo insieme con la regina Ginevra (qui sua complice nel tradimento), prima di venire catturato a Londra da Lancillotto e re Carados: la regina viene giustiziata, e Mordred murato vivo insieme al suo cadavere, da lui divorato prima di morire di fame.

## Mordred al di fuori del ciclo arturiano
- Mordred viene citato anche da Dante Alighieri nel Canto XXXII dell'Inferno, dove viene indicato da Camicione de' Pazzi tra i vari traditori dei parenti nella Caina, quale figlio di Artù che volle uccidere il re con l'inganno ("Non quelli a cui fu rotto il petto e l'ombra con esso un colpo per la man d'Artù"); viene appunto riportato il dettaglio della spada di re Artù che gli fende il petto così profondamente che un raggio di sole lo attraversa, bucando anche la sua ombra (Inf. XXXII 61-62).
- Sono state dedicate diverse canzoni, tra cui due dal titolo Mordred's Song, delle quali una è inclusa nell'albo Imaginations From the Other Side del gruppo Power metal Blind Guardian, mentre la seconda è presente nell'albo Excalibur del gruppo Heavy metal Grave Digger; inoltre va menzionata la canzone Mordred's Lullaby di Heather Dale.
- Anche nel Marvel Universe esiste una sua versione, nemica di Capitan Bretagna e dei Vendicatori.
- Nel ciclo La Torre nera di Stephen King, Mordred è il figlio di Susannah, considerata al pari d'una figlia dal protagonista Roland, e appare dal quinto libro della saga; come nel ciclo arturiano diviene nemico di Artù; anche qui Mordred è considerato la nemesi di Roland.
- Mordred, nella serie a fumetti John Doe, è il figlio concepito dall'avatara fisico di Morte, una bellissima donna divenuta mortale al momento del concepimento, e John Doe stesso, che prende il posto dell'Oscura mietitrice; Mordred diviene in seguito la nemesi di John.
- Nel romanzo Le nebbie di Avalon di Marion Zimmer-Bradley, Mordred è il figlio di Morgana e Artù, concepito dai genitori (inconsapevoli l'uno dell'altro) durante il rito della notte di Beltaine.
- Nella serie televisiva Merlin, Mordred è inizialmente un ragazzo druido condannato a morte da Uther Pendragon ma poi salvato dai protagonisti. Acquisisce maggiore importanza nella quinta stagione, entrando a far parte dei cavalieri della Tavola Rotonda. In seguito tradirà Artù, per poi venire ucciso da quest'ultimo nella battaglia di Camlann, dopo averlo ferito mortalmente. Non ha legami di sangue con gli altri personaggi.
- Nella celebre serie anime Code Geass: Lelouch of the Rebellion e nelle opere derivate, Mordred è il nome del KnightMare Frame del Knight of Six Anya Alstreim.
- Nel videogioco interattivo (visual novel) Fate/stay night, la storia di Mordred è presente quasi invariata, tranne per il fatto che, essendo Re Artù una donna (Artoria), anche Mordred lo è.
- Nel videogioco Cassette beasts è presente come il defunto figlio di Morgante (reinterpretazione di Morgana) e Aleph (reinterpretazione di Artù), ucciso da quest'ultimo.
- Nel gioco da tavolo Tainted Grail - La Caduta di Avalon, ispirato a personaggi e luoghi del ciclo arturiano, Mordred è il signore di Crow's Nest, una cittadina all'estremità settentrionale dell'isola in conflitto con le città di Timberwall e Farshire.
- Nel gioco di carte collezionabili Yu-gi-oh, la carta "Nobile cavaliere Medraut", appartenente all'archetipo "Nobili Cavalieri", è ispirato a Mordred, come si può dedurre anche dal nome.